# モーニングジャンボおはよう地球さん
『おはよう地球さん』（おはようちきゅうさん）は、1975年1月6日から同年9月26日までTBS系列局ほかで放送された朝の情報番組である。三菱グループの単独提供番組で、放送時間は毎週月曜 - 金曜 7時20分 - 8時00分（JST）。

## 概要
1972年4月に、『モーニングジャンボ』が『モーニングジャンボJNNニュースショー』と『モーニングジャンボ奥さま8時半です』に分割されたが、前者が1975年1月を機に『JNNニュース』と新番組に分割することとなった。その結果生まれたのが『JNNニュースコール』（第1期）とこの番組である。この番組は前番組の末期に1コーナーとして放送されていて、分割を機に独立したことになる。
司会は、『モーニングジャンボ』からの流れで鈴木治彦（当時TBSアナウンサー）が、1975年4月から9月までは新たに五木田武信（元NHK→当時TBS専属契約アナウンサー）、長谷川みつ美（1973年度ミス日本グランプリ、作詞家・エッセイスト）などが加わった。なお、キャスターは「パスポート」・「パスポート2」・「パスポート3」・「パスポート4」・「パスポート5」（後述）の取材とレポートの関係上、頻繁に変わっていた。
番組前半は今日の朝刊から記事紹介・全国各地からの地方紙の記事紹介を、番組中盤ではキャスターが世界各地を取材した模様をフィルムレポートで報告する「パスポート」、番組後半は日本各地の話題をTBS系列各局からの生中継で伝える「にっぽん中継」で構成されていた。ちなみに、「パスポート」シリーズは、後継番組（『おはよう720』→『おはよう700』）でも「キャラバン」シリーズとして放送を続けた。
コーナー切り替え時には、チャイム音とともに「7時○分です（になります）」と言っていた（後の『おはよう720』→『おはよう700』→『テレビ列島7時』→『朝のホットライン』へと引き継がれた）。また、エンディングでは、多数の動物を主人公にした三菱グループのCMを放送。CMソングとして、「地球は家族だ」が流された。

## 出演者
- 五木田武信（司会）
- 長谷川みつ美 （司会）- 『おはよう700』『おはよう720』の「キャラバン」シリーズでもリポーターを担当。放送では、「ミミ」という愛称で呼ばれることもあった。

五木田と長谷川は、いずれも「フィールドキャスター」の役割も兼ねていたため、「パスポート」の海外ロケ期間中にスタジオへ出演しないことがあった。
- 鈴木治彦

## 放送局
系列は放送当時のもの。
| 放送対象地域  | 放送局       | 系列                                 | 備考                                                     |
| ------------- | ------------ | ------------------------------------ | -------------------------------------------------------- |
| 関東広域圏    | 東京放送     | TBS系列                              | 制作局 現：TBSテレビ                                     |
| 北海道        | 北海道放送   | TBS系列                              |                                                          |
| 青森県        | 青森テレビ   | TBS系列                              | 1975年3月30日まではNETテレビ系列とのクロスネット局       |
| 岩手県        | 岩手放送     | TBS系列                              | 現：IBC岩手放送、秋田県の中継も担当。                    |
| 宮城県        | 東北放送     | TBS系列                              | 当時は系列局が存在しなかった山形県の中継も担当。         |
| 福島県        | 福島テレビ   | TBS系列 フジテレビ系列               | [ 2 ]                                                    |
| 山梨県        | テレビ山梨   | TBS系列                              |                                                          |
| 新潟県        | 新潟放送     | TBS系列                              |                                                          |
| 長野県        | 信越放送     | TBS系列                              |                                                          |
| 静岡県        | 静岡放送     | TBS系列                              |                                                          |
| 石川県        | 北陸放送     | TBS系列                              | 福井県と当時は系列局が存在しなかった富山県の中継も担当。 |
| 中京広域圏    | 中部日本放送 | TBS系列                              | 現：CBCテレビ                                            |
| 近畿広域圏    | 朝日放送     | TBS系列                              | 現：朝日放送テレビ 1975年3月28日まで                     |
| 近畿広域圏    | 毎日放送     | TBS系列                              | 1975年3月31日から、腸捻転解消に伴う移行                  |
| 島根県 鳥取県 | 山陰放送     | TBS系列                              |                                                          |
| 岡山県        | 山陽放送     | TBS系列                              | 現：RSK山陽放送 当時の放送免許エリアは岡山県のみ         |
| 広島県        | 中国放送     | TBS系列                              |                                                          |
| 山口県        | テレビ山口   | TBS系列 フジテレビ系列 NETテレビ系列 | [ 2 ]                                                    |
| 愛媛県        | 南海放送     | 日本テレビ系列                       | [ 3 ]                                                    |
| 高知県        | テレビ高知   | TBS系列                              |                                                          |
| 福岡県        | RKB毎日放送  | TBS系列                              |                                                          |
| 長崎県        | 長崎放送     | TBS系列                              |                                                          |
| 熊本県        | 熊本放送     | TBS系列                              |                                                          |
| 大分県        | 大分放送     | TBS系列                              |                                                          |
| 宮崎県        | 宮崎放送     | TBS系列                              |                                                          |
| 鹿児島県      | 南日本放送   | TBS系列                              |                                                          |
| 沖縄県        | 琉球放送     | TBS系列                              |                                                          |